# Café del Mar (dal)
A Café del Mar egy ismert és népszerű trance himnusz, a korai trance egyik meghatározó száma. 1992 végén készítette a német Energy 52 duó, 1993 tavaszán jelent meg, hírnevét az 1990-es évek végén készült remixek hozták el. Az egyik legtöbbször feldolgozott elektronikus zenei szám, remixei több, mint száz válogatásalbumra kerültek fel.
Címének ellenére nincs köze a Café del Mar Music által 1994-től kiadott chillout sorozathoz.

## Története
Paul Schmitz-Moormann (Kid Paul) és Harald Blüchel (Cosmic Baby) az 1990-es évek elején alapították meg Energy 52 trance projektjüket. 1992 őszén Schmitz-Moormann Ibizára látogatott, ahol nagy hatást tett rá Wim Mertens Struggle for Pleasure száma, melyet a Café del Mar bár teraszán hallott. A duó elhatározta, hogy ez által ihletve készít egy „nagyon különleges” dalt, és a következő négy hónapban elkészítették a Café del Mar szerzemény két változatát: a DJ Kid Paul Mix egy hipnotikus, napfelkeltét idéző, billentyűket előtérbe helyező szám, míg a Cosmic Baby's Impression lassabb, technósabb zene.
A következő év elején az Eye Q német trance lemezkiadóval tárgyaltak, azonban a kiadó végül 1993 májusában a szerzők engedélye nélkül adta ki a lemezt. A dal már kezdettől fogva népszerű lett, és több (hasonlóképpen jogtalan) remix is született. A szerzők pereltek, így az Eye Q visszavonta a kiadványt, terjedését azonban nem tudták megakadályozni: a lemezlovasok folyamatosan játszották, és válogatásalbumokra is felkerült.
Végül 1997-ben a hamburgi Superstition kiadta az első hivatalos, engedélyezett kislemezt, ezután pedig számos remix készült. Az egyik legnépszerűbb az 1997-es Three 'N One változat (sokan helytelenül ezt ismerik „eredeti változatként”), és ez tette nemzetközileg ismertté a számot, de több tucat más előadó is remixelte, Chicanetől Deadmau5ig. A szám és változatai 2012-ig 120 válogatáslemezre kerültek fel.
Népszerűsége töretlen: többek között első helyre került a Mixmag 100 Best Tunes Ever, a BBC Radio One 2011-es Top 20 Dance Tracks of Last 20 Years, és a Tomorrowland 2019-es és 2020-as The Ibiza 500 listáin.

## Számlista
Az eredeti kislemez számai (az elsőt „eredeti változatként” is ismerik):
1. Café del Mar (DJ Kid Paul Mix) 7:19
2. Café del Mar (Cosmic Baby's Impression) 6:42